# Moulay Ali Jaâfari
Moulay Ali Jaâfari est un footballeur marocain né le 26 janvier 1975. Il évolue au poste de défenseur.
Son club formateur est le CODM de Meknès.
Moulay Ali Jaâfari a été finaliste de la Coupe de la CAF en 2006 avec le club des FAR de Rabat.

## Carrière
- ??? - 2008 :  FAR de Rabat[1]

- 2008 :  FUS de Rabat (prêt de 6 mois)
- Depuis 2008 :  Difaâ d'El Jadida
- 2010 Présent:  Chabab Rif Al Hoceima

## Palmarès
- Finaliste de la Coupe de la CAF en 2006 avec les FAR de Rabat